# Бій під Соколом
«Бій під Соколом» — радянський дитячий художній фільм 1942 року, знатий режисером Олександром Розумним на кіностудії «Союздитфільм» і Сталінабадській кіностудії.

## Сюжет
Хлопці-тимурівці влаштували військову гру, дуже схожу на справжні бойові дії. Воюють між собою «північні» і «південні». Їхня гра має спражні атрибути війни: розвідка в тилу ворога, захоплення полонених, «стрілянина» з водометів та кулеметів й гармат, штурм фортеці. Але гру раптово припинив хлопець, який прибіг і закричав: «Війна! Фашисти напали на нашу країну!». Після цього тимурівці включилися у справжню бойову роботу: гасять «запальнички» на дахах, чергують ночами, допомагають сім'ям фронтовиків. І проводжають дорослих бійців на фронт, де стріляють по-справжньому і звідки далеко не всім вдасться повернутися додому.

## У ролях
- Микола Леонов — Женька Хват
- Віктор Бойко — Вася Кузнецов
- Анатолій Городулін — Міша Лозников
- Петро Гроховський — Бобик Палкін
- Борис Афанасьєв — Буся «моряк»
- Михайло Бєлоусов — капітан Стрельцов
- Олексій Таршин — Олексій, брат капітана Стрельцова
- Анатолій Ігнатьєв — Клімов
- Володимир Освецимський — сторож

## Знімальна група
- Режисер — Олександр Розумний
- Сценарист — Сергій Михалков
- Оператор — Марк Магідсон
- Композитор — Зиновій Фельдман
- Художники — Людмила Блатова, Іван Степанов